# Scorching Beauty
Scorching Beauty je páté studiové album americké rockové hudební Iron Butterfly z roku 1975. Producentem nahrávky byl Denny Randell a vydala ji společnost MCA Records. Jde o první album skupiny od roku 1970, kdy vyšla deska Metamorphosis. Spoluautorem písně „Pearly Gates“ byl Jon Anderson, zpěvák anglické skupiny Yes.

## Seznam skladeb
| Pořadí | Název                  | Autor                                                 | Délka |
| ------ | ---------------------- | ----------------------------------------------------- | ----- |
| 1.     | 1975 Overture          | Erik Brann, Ron Bushy, Phillip Kramer, Howard Reitzes | 4:19  |
| 2.     | Hard Miseree           | Brann                                                 | 3:42  |
| 3.     | High on a Mountain Top | Kramer                                                | 4:01  |
| 4.     | Am I Down              | Brann                                                 | 5:22  |
| 5.     | People of the World    | Brann                                                 | 3:23  |
| 6.     | Searchin' Circles      | Brann                                                 | 4:38  |
| 7.     | Pearly Gates           | Bushy, Jon Anderson                                   | 3:25  |
| 8.     | Lonely Hearts          | Brann                                                 | 3:14  |
| 9.     | Before You Go          | Brann, Reitzes                                        | 5:34  |

## Singly
- „Searchin' Circles“ (krázcená verze; 2:53) / „Pearly Gates“ (2:35)
- „High on a Mountain Top“ / „Scion“ (3:08; později zahrnuta v delší verzi na Sun and Steel)

## Obsazení
- Erik Brann – kytara, zpěv (mimo skladeb 3, 7 a 9)
- Howard Reitzes – klávesy, zpěv v „Before You Go“
- Philip Taylor Kramer – baskytara, zpěv (zpěv ve skladbách 3 a 7)
- Ron Bushy – bicí